# Spizocorys sclateri
La alondra de Sclater (Spizocorys sclateri) es una especie de ave paseriforme de la familia Alaudidae propia de África.
Su nombre conmemora al zoólogo británico Philip Lutley Sclater.

## Distribución y hábitat
Se la encuentra en Namibia y Sudáfrica. Su hábitat natural son las zonas arbustivas secas tropicales. Se encuentra amenazada por pérdida de hábitat.